# Antwerps retabel

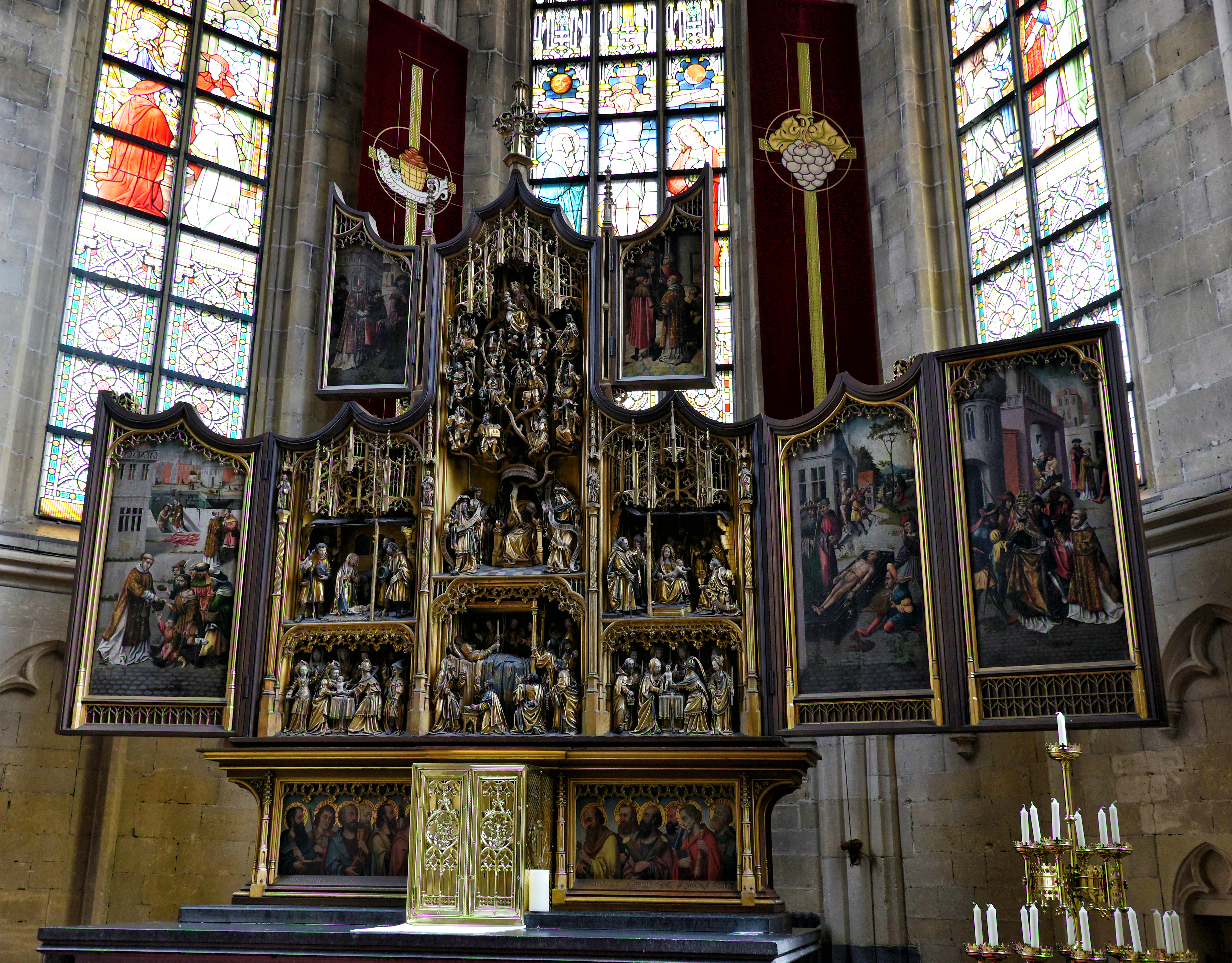
Antwerps retabel in de Sint-Laurentiuskerk (Bocholt) met geschilderde luiken, toegeschreven aan Colijn de Coter

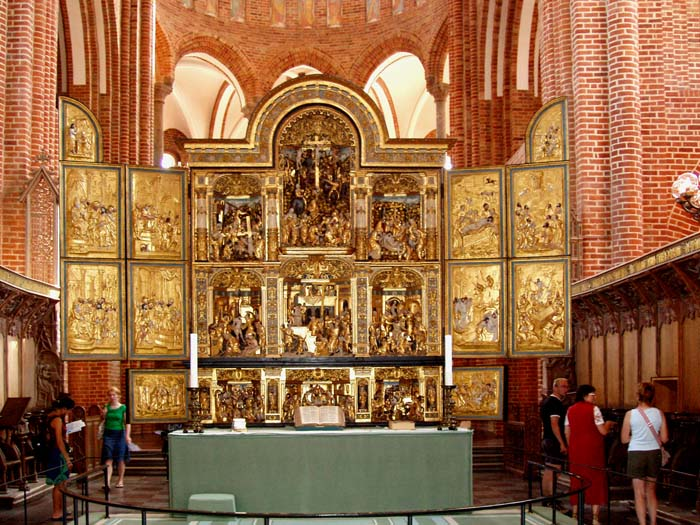
Laat Antwerps retabel in de dom van Roskilde in Denemarken, rond 1550-1560

Antwerps retabel (in het algemene spraakgebruik ook Antwerps altaarstuk) is de verzamelnaam voor een aantal retabels, al dan niet voorzien van veelluiken, die vooral in het eerste derde deel van de 16e eeuw in Antwerpse werkplaatsen op grote schaal voor de export werden geproduceerd.

## Iconografie
Een retabel bestaat uit een aantal houten sculpturen in het middengedeelte met één of meerdere geschilderde twee- of meerluiken. Antwerpse retabel. Ze zijn vaak gemarkeerd met twee kleine handjes wat op hun Antwerpse afkomst wijst. De retabels zijn in het algemeen gekenmerkt door een in het midden verhoogde schrijnkast en gedetailleerd beeldhouwwerk, maar ook door bepaalde standaardisatie, zoals in de afmetingen en de veelvuldige herhaling van bepaalde groepen van figuren. 
De gebruikelijke evaluatie als "massaproductie" doet echter geen recht aan de rijkdom aan variaties en moet opnieuw ter discussie worden gesteld. Vergelijkbare altaarstukken als exportstukken ontstonden - naast andere kunst- en luxegoederen - in de nabijgelegen productiecentra Brussel en Mechelen. Vandaag de dag zijn in kerken en musea in verschillende Europese landen nog meer dan 200 exemplaren van Antwerpse altaarstukken bewaard gebleven.
Een Antwerps retabel uit circa 1525, opgenomen in de Vlaamse topstukkenlijst is te zien in de Sint-Laurentiuskerk te Bocholt. De geschilderde panelen zijn toegeschreven aan Colijn de Coter en tonen scènes uit het leven van de heilige Laurentius.